# Christa Linder

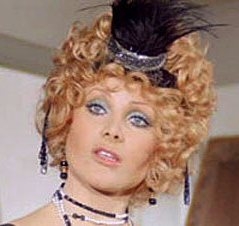
Christa Linder – Aufnahme aus dem Film Tutti figli di Mammasantissima (1973)

Christa Linder (* 3. Dezember 1943 in Berchtesgaden) ist eine deutsche Schauspielerin.

## Biografie
Die jüngere Schwester der Schauspielerin Hannsi Linder ließ sich nach Ballett- und Steptanzunterricht in ihrer Kinderzeit in Kosmetik und Heilgymnastik ausbilden. Jerzy Macc, der Produktionsleiter Alfred Weidenmanns, entdeckte sie an einem Swimmingpool für den Film.
Als typisches Starlet im Internationalen Film der 60er und 70er Jahre kam sie in zahlreichen Krimis, Agenten-, Horror- und Abenteuerfilmen sowie Filmkomödien zum Einsatz. Sie verkörperte darin in der Regel eine Geliebte oder Gespielin des Filmhelden oder auch dessen Gegenspielers. Am 31. Oktober 1965 war sie auf dem Titelbild der Zeitschrift Stern zu sehen. In München nahm sie Schauspielunterricht, und 1968 blieb sie nach dem Besuch der Filmfestspiele von Acapulco fünf Jahre in Mexiko, wo sie an der Seite eines Millionärs lebte und neun Filme drehte.
Nebenbei als Model und für die Werbung tätig, war Linder im August 1972 in der amerikanischen Ausgabe des Magazins Playboy abgebildet. Danach widmete sie sich noch bis 1982 ihrer Film- und Fernsehkarriere; anschließend war sie für einige Jahre in Los Angeles als Physiotherapeutin tätig, bevor sie nach Deutschland zurückkehrte.

## Filmografie
- 1964: Verdammt zur Sünde
- 1966: Frauen, die durch die Hölle gehen (Las siete magníficas)
- 1966: Fünf vor 12 in Caracas (Inferno a Caracas)
- 1966: Kommissar X – Jagd auf Unbekannt
- 1966: Die Liebesquelle
- 1966: Der Würger vom Tower
- 1967: Kommissar X – Drei grüne Hunde
- 1967: Lotosblüten für Miss Quon
- 1967: Negresco****
- 1967: Der Tod ritt dienstags (I giorni dell’ira)
- 1968: Vagabundo en la lluvia
- 1969: El matrimonio es como el demonio
- 1970: Click, fotógrafo de modelos
- 1971: Juegos de alcoba
- 1971: Glückspilze
- 1971: Alien Terror (The Incredible Invasion)
- 1971: El ardiente deseo
- 1971: El águila descalza
- 1972: Confessioni segrete di un convento di clausura
- 1972: Tatort: Kressin und der Mann mit dem gelben Koffer (Fernsehreihe)
- 1972: Die Rache der 1000 Katzen (La noche de los mil gatos)
- 1972: Un pirata de doce años
- 1972: Decameron ’300
- 1973: Fra’ Tazio da Velletri
- 1973: Haie kennen kein Erbarmen (Troppo rischio per un uomo solo)
- 1973: El imponente
- 1973: La invasión de los muertos
- 1973: Patroclooo!… e il soldato Camillone, grande grosso e frescone
- 1973: I racconti di Viterbury – Le più allegre storie del ’300
- 1973: Tegtmeiers Reisen: Mit Burnus und Backschisch (Fernsehreihe, eine Folge)
- 1973: Tutti figli di mamma santissima
- 1973: Zu Befehl, Herr Feldwebel (Un ufficiale non si arrende mai nemmeno di fronte all’evidenza, firmato Colonnello Buttiglione)
- 1973: Zwei Halunken stürmen Troja (Elena sì, ma… di Troia)
- 1974: La governante
- 1974: Ich geh’ mal eben nach Amerika… (Sistemo l’America e torno)
- 1974: Mi amorcito de Suecia
- 1974: Zwei tolle Hechte – Wir sind die Größten (Prima ti suono e poi ti spara)
- 1975: Il Cav. Costante Nicosia demoniaco, ovvero: Dracula in Brianza
- 1976: La principessa sul pisello
- 1976: Skandinavische Lust (Bel Ami)
- 1978: Víbora caliente
- 1978: Um Kopf und Kragen (Hooper)
- 1978: La hora del jaguar
- 1980: Mírame con ojos pornográficos
- 1982: Moonlight